# الشيخ والمريد: النسق الثقافي للسلطة في المجتمعات العربية الحديثة
الشيخ والمريد: النسق الثقافي للسلطة في المجتمعات العربية الحديثة هو كتاب أنثروبولوجي للمفكر المغربي عبد الله حمودي، نُشر أول مرة سنة 2001 عن دار توبقال ترجمة عبد المجيد جحفة، ويشكل محاولة لفهم الأنساق السلطوية عبر رمز العلاقة الصوفية بين الشيخ والمريد كنموذج مصغر للسلطة السياسية والاجتماعية.

## ملخص وتحليل
ينطلق حمودي من فرضية أن الزاوية الصوفية تمثل بنية استعادية للسلطة السياسية، معتمداً على المنهج البنيوي والمقارن في الأنثروبولوجيا، ومستفيداً من كتابات غيلنر وهيغل حول الشرعية والقوة الرمزية.يقسم الكتاب إلى محاور رئيسية تبدأ بوصف مراحل بيعة المريد للشيخ، حيث تخضع الذات الرمزية للتعليم والتلقين وصولاً إلى المطاوعة المطلقة، ثم توضح كيف تعاد صياغة هذه المقاربات في الخطاب السياسي للدولة عبر آليات التقرب والخدمة والهبة.ينتقل التحليل إلى المقارنة بين أداء الشيخ وأداء الزعيم السياسي، مبيناً أن نمط توزيع الهدايا والمكاسب يتطابق مع طقوس البيعة الصوفية في تعزيز الولاء.

## فهرس
- مقدمة المؤلف
- التحكيم وأشكال ممارسة السلطة
- ممارسات السلطة وخطاباتها قبل الاستعمار
- الشيخ والمريد:تجربة السلطة وتقديسها
- البنية الكولونيالية واعادة انتاج البنية التسلطية
- أنظمة سلطوية : المغرب والجزائر ومصر
- خلاصات

## التأثيرات والجدل
يوضح حمودي أن محاولة تحديث المؤسسة السياسية في المغرب ومصر تواجه صعوبات جمة بسبب استمرار الطابع الهرمي للسلطة الذي يستمد شرعيته من نموذج الشيخ الروحي، مع الإشارة إلى أن السلطة الحديثة لا تزال تُقدّم الهبات والريع كآليات ضاغطة للولاء.أحدث الكتاب جدلاً واسعاً في الأوساط الأكاديمية، إذ رأى البعض أنه تجاوز التحليل النظري ليقدم قراءة ميدانية تجمع بين السوسيولوجيا والتاريخ الإسلامي، بينما اعتبره آخرون مدخلاً لفهم الأزمة السياسية في الشرق الأوسط.